# Bitak
Bitak, kao filozofski pojam (grč. το ον - to on, particip glagola 'biti'), označuje sve ono što jest, što je izvan ništa. Bitkom kao bitkom se bavi ontologija (opća metafizika). 
Od pojma bitka treba razlikovati biće, koje predstavlja konkretnu realizaciju bitka u stvarnosti – ono što po bitku jest.

## Sfere bitka
Ono što jest može na razne načine biti, pa zato razlikujemo različite sfere bitka: sferu osjetnih predmeta, sferu nadosjetnih predmeta i sferu idealnih predmeta.

### Sfera osjetnih predmeta
Osjetne predmete zovemo tako jer ih zapažamo osjetilima. To su, dakle, empirijski ili iskustveni predmeti. Oni su fizičke ili psihološke naravi, ovisno o tome jesu li dani u vanjskom ili unutarnjem iskustvu. Primjerice, stol za kojim sjedimo, olovka kojom pišemo, predstave i čuvstva što ih u svojoj psihi doživljavam pripadaju ovoj sferi.
Karakteristične oznake predmeta ove sfere su:
- Empirijska datost;
- Realna egzistencija - osjetni predmeti egzistiraju, imaju realnost;
- Vremenski karakter - osjetni su predmeti u vremenu, a neki od njih (predmeti vanjskog iskustva) nalaze se i u prostoru;
- Kauzalna zakonitost - osjetni predmeti stoje u međusobnim odnosima koji se mogu izraziti općim zakonima. Ti su odnosi ne logičko-idealne nego realne i kauzalne naravi.

### Sfera nadosjetnih predmeta
Nadosjetni predmeti su oni predmeti koji su iznad sfere osjetnih predmeta. Njihove su karakteristike:
- Oni imaju egzistenciju, realnost kao i osjetni predmeti, ali oni predstavljaju dublji sloj realnosti. Oni su temelj fenomenalnog svijeta;
- Mi ih možemo samo indirektno spoznati. Pojave osjetnog svijeta date su nam neposredno, a ono na čemu se one temelje možemo samo iz pojava zaključiti;
- Njima ne pripada ni vremenitost, ni prostornost, ni kauzalnost u formalnom smislu. No, u njima leži razlog prostorno-vremenske i kauzalne strukture pojavnog svijeta.

### Sfera idealnih predmeta
Sfera idealnih predmeta zove se također i sfera nadosjetnih predmeta, jer nisu dati u osjetnom zapažanju, nego samo u mišljenju. Njima pripadaju matematički predmeti (brojevi, krug, trokut), logički predmeti (pojmovi, sudovi) i vrednote (etičke, estetske i religiozne).
Ovaj tip predmeta ima sljedeće oznake:
- Neosjetni karakter - Nisu dati u iskustvu;
- Nevremenski karakter - Neosjetni predmeti nisu u vremenu, pa im se, prema tome, ne mogu davati vremenski atributi;
- Zakonitost - I ovi predmeti stoje u međusobnim odnosima koji se daju izraziti općim zakonima. Ali ti su odnosi ne realne i kauzalne, nego logičko-idealne naravi;
- Idealnost - Način na koji ti predmeti jesu jest idealan. Negativno rečeno: Ti predmeti nemaju realnosti, egzistencije. Oni imaju čistu esenciju koja postaje egzistencijom kad ih zamišljamo u našoj svijesti ili kad se realiziraju u realnim bićima. Oni imaju, dakle, idealan bitak. Naravno, ova sfera idealnih predmeta pretpostavlja egzistiranje nekog duha na koga se odnosi, za koga jest. Kad ne bi bilo nikakva duha, ne bi bilo ni idealnog svijeta, ne bi bilo carstva ideja i vrednota

### Povezanost sfera bitka
Sfere bitka su bitno međusobno različite. Svaka od njih ima svoju posebnu strukturu, ali su one ipak međusobno povezane i adaptirane jedna drugoj. Tako, primjerice, misli, koje pripadaju idealnoj sferi, reprezentiraju na svoj način predmete drugih sfera. Etičke i estetske vrednote traže da dođu do izražaja u realnoj sferi. Religiozne vrednote stavljaju čovjeka u kontakt s nekom višom sferom - s beskonačnim bićem - Bogom. Od idealnih predmeta relacije su konstitutivne za sve sfere bitka. Nijedna sfera bitka ne može se zamisliti bez njih. Sfera osjetnih predmeta odnosi se prema nadosjetnoj sferi tako da je ona pojavna forma nadosjetne.
Među različitim sferama bitka postoji razlika, ali postoji i sličnost. Postoji razlika jer je bitak realne sfere različit od bitka idealne sfere ili sfere vrednota ili sfere nadosjetnih predmeta. Ta razlika nije u stupnju nego u načinu egzistiranja. Ali među njima postoji i sličnost, jer je sve to ipak - bitak. Ta posebna kombinacija sličnosti i različitosti zove se analogija. Zato govorimo o analogiji bitka (parcijalnoj sličnosti).

## Bitak u ontologiji
Temeljna pitanja ontologije jesu: Što jest? Po čemu to jest? To po čemu nešto jest – ma kakav se konkretan odgovor dao – imenuje se terminom bitak. Ako se za bitak uzme neka materija (prvi antički filozof za bitak je uzeo vodu) – to je materijalizam u filozofiji, a ako se uzme neki nematerijalni element (Platon je za bitak smatrao svijet ideja, hijerarhijski uređenih tako da se na njihovom vrhu nalazi ideja Dobra) – to je idealizam u filozofiji. Ako se smatra da je bitak jedan (kao što je smatrao Parmenid) – onda je to monizam, a ako se smatra da ih ima više (kako su to smatrali pitagorejci) – onda je to pluralizam u filozofiji. Ako se smatra da bitak na neki način potječe iz božanstva – to je teizam; ako se smatra da su cijela priroda i svijet identični s božanstvom – to je panteizam; ako se smatra da takvih božanstava ima više – to je politeizam, a ako se uzme da je to božanstvo samo jedno – to je monoteizam; ako se smatra da bitak potječe iz božanstva, koje međutim više ne igra nikakvu ulogu u daljem razvitku svijeta – to je deizam.

## Vanjske poveznice
- Being in philosophy and linguistics